# 荒木栄蔵
荒木 栄蔵（荒木 榮藏、あらき えいぞう、旧姓・鍵岡、1865年3月5日〈慶応元年2月8日〉 - 1934年〈昭和9年〉9月24日）は、日本の商人（皮革商、皮革貿易商）、資産家、実業家。族籍は大阪府平民。

## 経歴
和歌山市生まれ。鍵岡惣四郎の三男。1881年、荒木栄蔵の養子となる。1913年に先代が逝去し、義弟栄典の後を襲い家督を相続する。
荒木商店という商号の下に家業を継承し、皮革貿易商に従事する。大阪皮革商同業組合組長、六甲製革取締役、西浜土地建物取締役・同社長、共榮合名会社代表社員などをつとめる。
また公共事業に尽力する。賞勲局総裁より褒章を、また日本赤十字社社長より有功章を下賜される。

## 人物
『部落の人豪』によると「西浜部落の大資産家である」という。趣味は生花、茶の湯。住所は大阪市南区木津北島町二丁目、浪速区栄町二丁目。

## 家族・親族
荒木家
- 養父・栄蔵（1841年 - ?、皮革商、名望家[14]） - 直接国税600余円を納める[15]。
- 養母・ウノ（1851年 - ?）[4][15]
- 義弟・栄典[6]（1888年 - ?、前名・栄之助、共榮合名会社社員[16]）
- 妻・タミ（1869年 - ?、荒木トメの私生子）[4][6][12]
- 二女（1907年 - ?、大阪、清坂作之助の妻）[6][12]
- 三女[8]
- 長男・英一（1896年 - ?、大阪、西森源兵衛の養子となる）[8]
- 二男・宗治（1898年 - ?、共榮合名会社出資社員、家主）[17]
- 甥・彰夫（1918年 - ?、大阪、原皮移入社長・荒木栄次郎の養子）[17]
- 孫[6][8]

親戚
- 長男の養父・西森源兵衛[12]（皮革商、皮革貿易商）
- 西森源兵衛[12]（皮革商）
- 清坂作之助（皮革商、資産家、名望家）